# Ophiactis picteti
Ophiactis picteti är en ormstjärneart som först beskrevs av de Loriol 1893.  Ophiactis picteti ingår i släktet Ophiactis och familjen bandormstjärnor. Inga underarter finns listade i Catalogue of Life.